# Ledok (Sambong)
Ledok is een bestuurslaag in het regentschap Blora van de provincie Midden-Java, Indonesië. Ledok telt 2602 inwoners (volkstelling 2010).